# نهر إدوارد
نهر إدوارد (كوينزلاند)  Edward River
نهر ادوارد: هو نهر بمقاطعة كوينزلاند بأستراليا, يقع مصب النهر على الشاطئ الغربي من شبه جزيرة كيب يورك (Cape York) الحافة  الشرقية لخليج كاربنتاريا(Carpentaria), طول النهر 208 كم, منبع النهر يرتفع 114 متر عن مستوى سطح البحر ويقع المنبع على إحداثيات 
```
14°51′1″S 141°35′26″E.
```

المصدر: مترجم http://en.wikipedia.org/wiki/Edward_River_%28Queensland%29